# Eraclea Trachinia
Eraclea Trachinia (in greco antico: Ἡράκλεια ἡ ἐν Τραχῖνι? o ἡ Τραχινία) era un'antica città situata nell'antica Grecia, nella Malide, nota a partire dal 426 a.C. come Heraclea Thrachinia e fondata da Sparta.

## Storia
La città di Trachis, nota in antichità per essere situata nei pressi del monte Eta dove era morto Eracle e dove si erano stanziati i suoi discendenti, cambiò nome in Heraclea Thrachinia in onore del semidio, per volere degli Spartani.
Qui sbarcarono e si accamparono i Persiani prima di muoversi per prendere parte alla Battaglia delle Termopili.
La città fu a lungo contesa tra Spartani ed Etei: nel 280 a.C. prese parte alla lega etolica.
Qui il sovrano di Pergamo, Attalo I, e il proconsole romano Publio Sulpicio Galba Massimo parteciparono al Consiglio degli Etoli durante la prima guerra macedonica (208 a.C.). Nel 191 a.C. fu conquistata dai Romani, ma rimase agli Etoli fino a quando divenne capitale della Lega degli Etei. Augusto fece rientrare la città nella regione della Tessaglia Ftiotide.
L'acropoli cittadina, sita su una collinetta rocciosa, era circondata da mura le cui tracce si vedono anche oggi. L'abitato si estendeva sotto l'acropoli verso la pianura. Nella città erano presenti un tempio di Artemide, l'agorà e un ginnasio. Tra l'acropoli e il fiume Asopo si trovano tombe a camera scavate nella roccia.